# Sumu-abum
Sumu-abum (chiamato anche Su-abu; fl. XIX secolo a.C.) fu, secondo alcune fonti, il primo re della Prima dinastia di Babilonia.
Avrebbe regnato dal 1894 al 1881 a.C. Oltre che Babilonia, avrebbe controllato Dilbat e sconfitto la città di Kazallu. Sumu-la-El, spesso indicato come suo successore, fu forse suo contemporaneo.